# 岩波講座『教育科学』
岩波講座『教育科学』（いわなみこうざ きょういくかがく）は、1931年から1933年にかけて岩波書店が発行した、教育学に関する叢書。第二次世界大戦開戦前の時代に教育制度および教育内容、方法に科学的研究の集成を反映させることを企図して発刊された。

## 成立の経緯
岩波社主の甥が病死したとき、社主と安倍能成の弟と城戸幡太郎の三人で弔った。この頃より城戸と岩波書店との間に縁があった。
1930年（昭和5年）、岩波書店から城戸に対し、岩波講座『心理学』の企画依頼があった。しかし城戸は、むしろ『教育学』を構成した方が良いのではないかと社主に対して提案。ここで阿部重孝と相談、内心城戸は講座名に教育学の語を使うのに嫌悪を覚え、教育科学という語を積極的に採用することには遠慮を覚えていたが、阿部が『教育科学』の語の採用に絶対の支援を与え、決定。
城戸は、第一次世界大戦後のドイツ留学中に見聞した教育民主化の問題に学び、ヘルバルト式の規範学としての教育学ではなく、教育科学を考え、教育の現実というものをとらえて、そこから問題を発見して、それを科学的に解決していくことが大切だと考えていた。
また、当時の日本の教育学は学問になっていないのだから、科学になるような教育学をやってみようと考えた。
そこで講座は『教育学講座』ではなく『教育科学講座』となった。

## 内容
1931年（昭和6年）10月から1933年（昭和8年）8月にかけて岩波講座の第6次計画として公刊。第1次『世界思潮』、第2次『物理学及び化学』、第3次『生物学』、第4次『地質学・鉱物学及び地理学』、第5次『日本文学』に次ぐものとなった。全20回、予約会員にのみの頒布。
岩波社主の言によれば、特定の機関に独占されている情報を一般の「篤学者」に開放、提供する目的があった。
文検制度が視野にあり、在野の人材発掘の姿勢が明白で、大衆啓発という講座本来の目的の性格を深めている。
顧問に大瀬甚太郎、吉田熊次、小西重直、西晋一郎。編集は阿部重孝、佐々木秀一、増田惟茂、高橋穣、岡部彌太郎、城戸幡太郎。
また、附録雑誌『教育』を「講師と読者との交渉を親密ならしめる」ために発行し、「講座並びに文検試験問題等に関する読者の質問に対し応答の便宜を計」った。なお、附録雑誌の編集は阿部、増田、岡部、城戸の4者によった。刊行には、留岡清男の協力があった。実態調査や当時の政策に対する批判のようなこと、それから国際的な教育文化運動の動向や、学校の現場、あるいは教育問題の改善や解決に必要な方法などをのせた。「教育時評」や「教育科学的研究資料」も、毎号のせた。
阿部重孝の受け持ちは、教育研究法、教育財政、学科過程論、の3講座、附録別冊『教育』にあってはまず「学制改革問題」を論ずることとした。
シンポジウム＝誌上討論では、小学校教育の問題と中学校教育の問題の2つに参加。欧州流ではなく米国流の中学校、画一打破問題の解決に係る中学校レベルでの生徒の普通科志向・実業科志向の平準化という主張は阿部の没後、戦後の制度改革で実現した。
台湾総督府より阿部文雄（遺伝及び優生学、優生運動）を招いた。
執筆陣には、雑誌『思想』の編集者をすべて包含し、林達夫が「国際プロレタリア反宗教運動の現勢」（1932年）と「プロレタリア芸術運動」（1933年）の二編を寄稿している。
また、西田幾多郎、安倍能成、三宅雪嶺等哲学思想界の大家を擁した。　
同年1931年（昭和6年）に始まる岩波講座『哲学』の執筆陣と重複する者が見受けられる。
『哲学』側の教育関係項目：「教育思想史」には『教育科学』で「文化教育学」を受け持った長田新を起用（1931年）、「哲学的人間学」城戸幡太郎（1932年）、「大学の歴史」石原謙（1932年）、「最近ドイツに於ける大学改造運動」上野直昭（1932年）。　　　　　　　
篠原助市著「教育科学と教育学」を入れてあるが、阿部、城戸、山下徳治らが説いたような米国、ソビエトの制度、思潮への言及は埒外にある。暗にプラグマティズムと共産主義とが共に除外されている。
瀧川岩男著「ソヴィエート・ロシアの教育」は、時期的にグース・プログラムの紹介。
附録『教育』の存在が講座終了後に新たな雑誌『教育』を接続させて誕生させることとなった。さらに『教育科学』、附録『教育』に潜在する理念のダイナミズムが教育科学研究会を生んだ。公衆としての知識人階層予備軍の掘り起こしによる社会改革への指向、が現象として認められる。